# Driel
Driel es una aldea de la municipalidad de Overbetuwe, cerca de Arnhem en los Países Bajos. Está a 4 km de Arnhem, en el lado sur del río Rin. Los campos alrededor de Driel fueron la zona de aterrizaje de la Primera Brigada Independiente de Paracaidistas Polacos, el 21 de septiembre de 1944, durante la Operación Market Garden, en la Segunda Guerra Mundial, bajo el mando del General Stanisław Sosabowski.
- Datos: Q1614971
- Multimedia: Driel / Q1614971

1. ↑  Worldpostalcodes.org,código postal n.º 6665.